# CS Obercorn
Cercle Sportif Oberkorn is een Luxemburgse voetbalclub uit Oberkorn.